# Onchotelson
Onchotelson là một chi giáp xác chân đều trong họ Phreatoicidae, đặc hữu của Tasmania. Chi này có hai loài, đều được xếp vào loài dễ bị tổn thương của sách đỏ:
- Onchotelson brevicaudatus (Smith, 1909) [2]
- Onchotelson spatulatus Nicholls, 1944 [3]